# Зенон Курбас
Зенон Курбас — український дипломат. Генеральний консул Української Народної Республіки в Швейцарії. Виконував обов'язки Керівника Надзвичайної дипломатичної місії УНР у Берні (1923-1926).

## Із життєпису
З 1923 року після переведення посла Миколи Василька до Німеччини уряд УНР вже не призначав послів до Берну. До 1926 р. дипломатичну місію очолював Генеральний консул Зенон Курбас. Після ліквідації місії Генеральний консул Зенон Курбас, який залишав місію останнім, звернувся до юриста Ернета фон Бергена, який з листопада 1921 року надавав українській дипломатичній місії юридичну підтримку, з проханням прийняти документи на зберігання. Відтоді архів Надзвичайної дипломатичної місії УНР зберігався у приватному архіві Бергенів. У січні 1969 року син Ернета Бергена передав до Федерального архіву Швейцарії на зберігання архів дипломатичної місії Української Народної Республіки. Частина фонду була передана 21 лютого 1969, інша 2 липня. Швейцарські архівісти, взявши фонд на облік, внесли його до довідника по фондах Швейцарського федерального архіву. У 1998 році почалися переговори про повернення архіву до Києва. Велику роль в поверненні архіву відіграли дуаєн консульського корпусу, Почесний Генеральний Консул України у Швейцарії Агатон Ерні  та Надзвичайний і Повноважний Посол України в Швейцарії Ніна Ковальська.